# Dic calmani
Dic calmani är en kräftdjursart som beskrevs av Stebbing 1910. Dic calmani ingår i släktet Dic och familjen Diastylidae. Inga underarter finns listade i Catalogue of Life.